# Dennis Lota
Dennis Lota (ur. 8 listopada 1973 w Kitwe, zm. 4 lutego 2014) – zambijski piłkarz grający na pozycji napastnika. W latach 1995–2002 grał w reprezentacji Zambii. Był bratem Charlesa Loty, także byłego reprezentanta kraju.

## Kariera klubowa
Karierę piłkarską Lota rozpoczął w klubie Zanaco FC. W jego barwach zadebiutował w 1989 roku w zambijskiej Premier League. W 1991 roku odszedł do Nchanga Rangers, gdzie grał przez dwa lata. Z kolei w latach 1993–1994 był zawodnikiem klubu Kabwe Warriors, a w latach 1995–1996 – Konkoli Blades.
W 1996 roku Lota wyjechał z ojczyzny i przez sezon grał w Republice Południowej Afryki, w Witbank Aces. Natomiast w 1997 roku został zawodnikiem FC Sion, dla którego w sezonie 1997/1998 strzelił 14 goli w pierwszej lidze Szwajcarii. W 1998 roku wrócił do RPA i grał do 2002 roku w Orlando Pirates. W 2001 roku wywalczył z Orlando mistrzostwo RPA.
W sezonie 2002/2003 Lota grał w tunezyjskim Espérance Tunis. W tamtym sezonie został z Espérance mistrzem Tunezji. W 2003 roku odszedł do Dangerous Darkies, a w kolejnych latach nadal grał w RPA. Był piłkarzem kolejno: Moroka Swallows (2004–2006), FC AK Roodeport (2006), AmaZulu FC (2007) i Mpumalanga Black Aces (2008–2009), w którym zakończył karierę.

## Kariera reprezentacyjna
W reprezentacji Zambii Lota zadebiutował 9 października 1994 roku w wygranym 2:1 towarzyskim meczu z Malawi, rozegranym w Lusace. W swojej karierze czterokrotnie był powoływany do kadry na Puchar Narodów Afryki.
W 1996 roku Lota zajął z Zambią 3. miejsce w Pucharze Narodów Afryki 1996. Był na nim podstawowym zawodnikiem Zambii i rozegrał 6 meczów: z Algierią (0:0), Burkina Faso (5:1 i gol), ze Sierra Leone (4:0), ćwierćfinale z Egiptem (3:1 i gol), półfinale z Tunezją (2:4 i gol) oraz o 3. miejsce z Ghaną (1:0).
W 1998 roku Lota rozegrał 2 mecze w Pucharze Narodów Afryki 1998: z Marokiem (1:1), z Egiptem (0:4) i z Mozambikiem (3:1).
W 2000 roku Lota zaliczył swój trzeci w karierze Puchar Narodów Afryki. Zagrał na nim trzykrotnie: z Egiptem (0:2), z Burkina Faso (1:1 i gol) i z Senegalem (2:2).
W 2002 roku Lota był powołany do kadry na Puchar Narodów Afryki 2002. Zagrał na nim w 2 meczach: z Tunezją (0:0) i z Egiptem (1:2). W kadrze narodowej grał do 2003 roku. Wystąpił w niej 78 razy i strzelił 21 goli.